# Littoraria carinifera
Littoraria carinifera is een slakkensoort uit de familie van de Littorinidae. De wetenschappelijke naam van de soort is voor het eerst geldig gepubliceerd in 1830 door Menke.